# Sahatona
Sahatona est une commune rurale malgache située dans la partie Nord-Est de la région de la Haute Matsiatra.